# Plochonos zlatavý
Plochonos zlatavý (Callanthias legras) je paprskoploutvá ryba z čeledi plochonosovití (Callanthiidae).
Druh byl popsán roku 1948 ichtyologem Jamesem Leonardem Brierleym Smithem.

## Popis a výskyt
Maximální délka ryby je 25 cm.
Podlouhlé a zploštělé tělo oranžovožluté barvy, břišní část bělavá. Pruh levandulové barvy vedoucí od nozder k ocasní ploutvi. Od prsní ploutve žlutý pruh vedoucí k ocasní ploutvi.
Byla nalezena ve vodách jihovýchodního Atlantiku: Namibie, od ostrova Dassen po Natal.